# Starks (Louisiane)
Pour les articles homonymes, voir Starks.
Starks est une census-designated place de la paroisse de Calcasieu, en Louisiane, aux États-Unis. 